# Libel

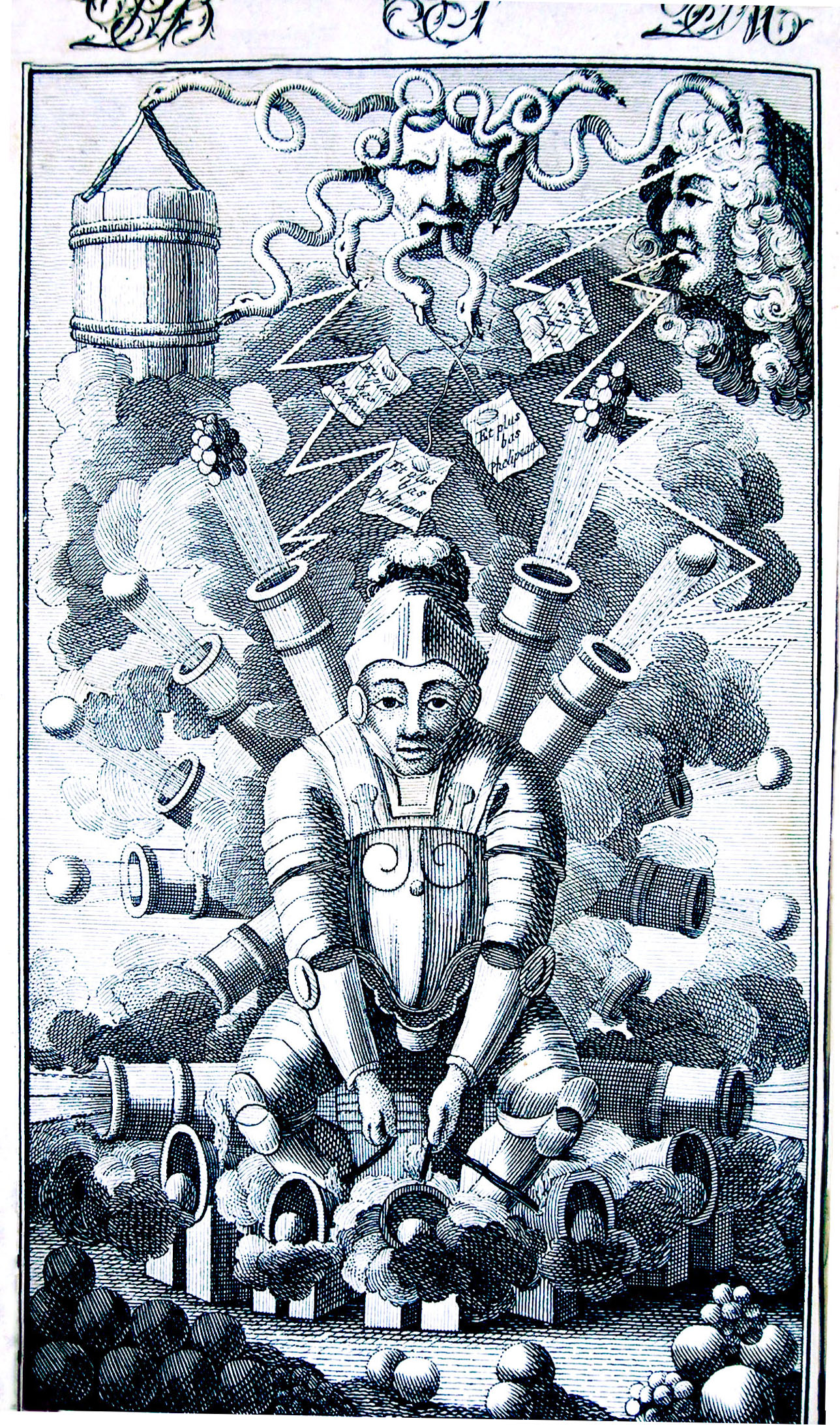
Gazetier cuirassé, libel de Charles Théveneau de Morande.

Libel és, entre d'altres, un gènere literari d'extensió breu i finalitat semblant a la crítica però amb voluntat de difamar algú o alguna cosa. La paraula prové del llatí libellus, que és un diminutiu de liber («llibre»), i significa un llibre petit. El terme es va crear a l'edat mitjana, moment en què tot escrit es publicava en llatí i, com que aquest tipus d'escrits no acostumaven a ocupar més d'una pàgina, d'aquí ve l'ús del diminutiu.
Originàriament el terme libel es feia servir en dret canònic i dret romà, i s'emprava per a referir-se a una memòria judicial presentada davant un magistrat. Un libel es podia presentar en diferents actes o peces particulars, com per exemple el «libel d'explotació», el «libel de divorci», el «libel de proclamació», el «libel d'acusació» o el «libel d'anatema o reprovació».

## Gènere literari
Més endavant, en francès el terme libelle va adquirir un sentit més ampli, fent referència a qualsevol llibre, escrit o cançó, ja fos manuscrit o imprès, fet amb l'objectiu d'atacar l'honor i la reputació d'una persona o família. Així doncs, a partir del segle xvi es va considerar un gènere literari, en molts casos presentat com a «libel difamatori» o acompanyat de les paraules «escandalós» i «clandestí», per tal de distingir-lo del seu primer significat pròpiament jurídic.
Segons el filòsof Pierre Bayle, en la literatura francesa, el libel és una tipologia de text que és alhora oposat a la crítica i a la sàtira. A diferència de la sàtira, l'orientació del libel no era modèlica ni genèrica, sinó que anava dirigida a persones o institucions precises i concretes. Contràriament a la crítica, els autors dels libels eren anònims, o bé estaven dissimulats o camuflats sota pseudònim. Per tant, el libel polític és un escrit proper al pamflet, i per la seva banda el libel literari és proper a l'epigrama. Voltaire en distingeix tres grups: libels polítics, libels religiosos i libels literaris («La gent honesta que pensa són els crítics, els malignes són satírics i els que són perversos escriuen libels»). Per a molts és considerat un gènere literari menor i fins i tot criminal. Una opinió similar és expressada pel bibliotecari Gabriel Naudé a la seva obra de 1620 titulada Marfore ou discours contre les libelles.